# Rùa đầu to

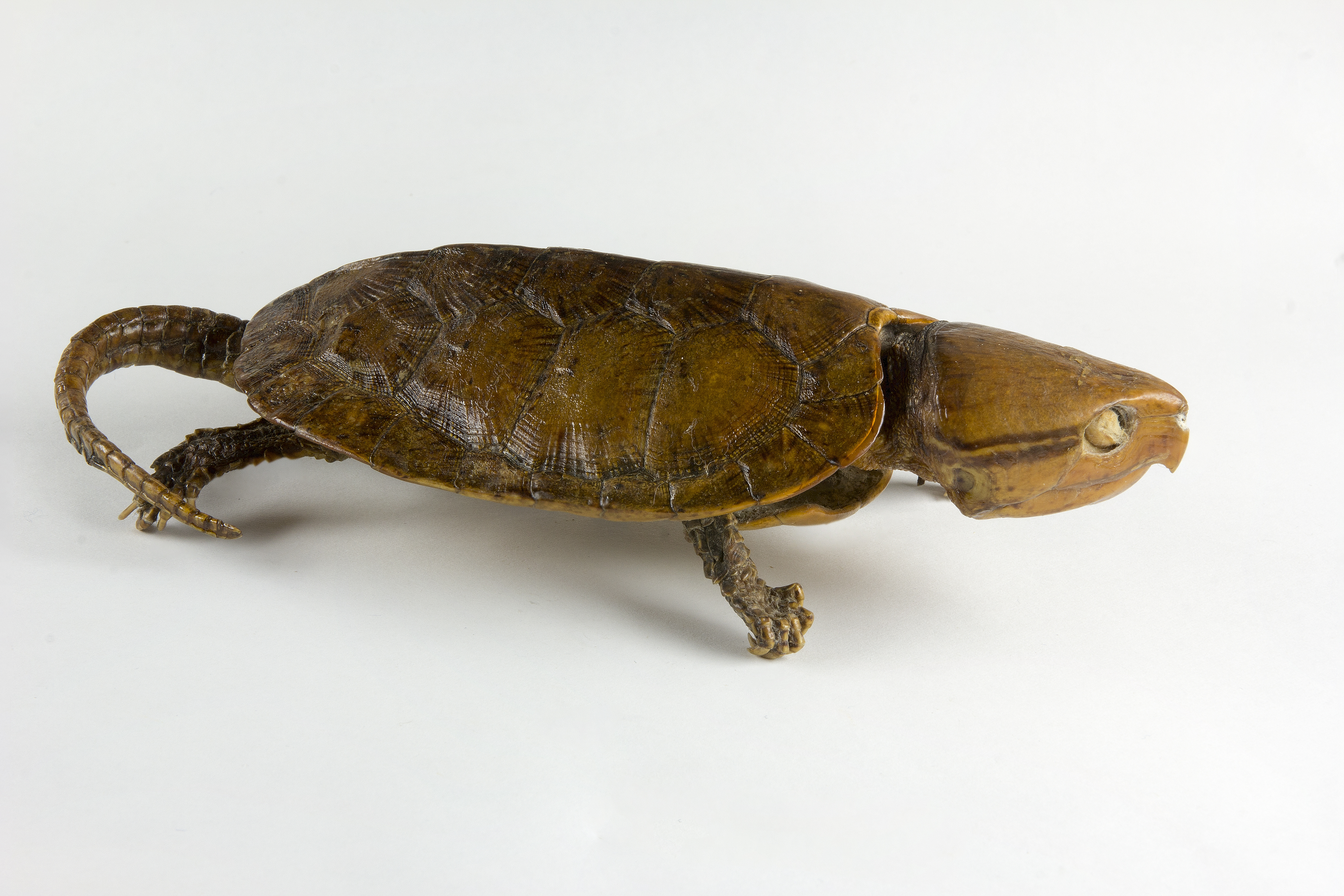
Platysternon megacephalum

Rùa đầu to (danh pháp hai phần: Platysternon megacephalum) là một loài động vật phân bố tại các vùng núi ở một số nước Đông Nam Á như Việt Nam, Lào, Thái Lan, Myanmar, Campuchia và ở Trung Quốc. Đây là loài duy nhất trong họ Platysternidae thuộc bộ Rùa Testudines
. Đặc điểm nhận dạng của rùa đầu to là chúng có đuôi rất dài (bằng chiều dài thân), đầu (được phủ bởi các mảnh sừng rất cứng) không thụt vào mai được, hàm trên tạo thành móc (chính vì thế nên chúng còn được gọi là rùa mỏ đại bàng), xương sọ đặc và dày. Rùa đầu to sống ở các khe suối trong rừng, nơi nước trong và chảy chậm. Ban ngày chúng ẩn dưới các tảng đá hoặc phơi nắng trên bờ suối, chúng đi tìm mồi lúc sẩm tối hoặc ban đêm. Thức ăn của chúng là động vật không xương sống, các loài thân mềm hoặc động vật giáp xác nhỏ. Khi trưởng thành rùa có thể đạt kích thước mai khoảng hơn 20 cm.
Ở Việt Nam, rùa đầu to nằm trong danh mục bò sát của Vườn quốc gia Hoàng Liên, Vườn quốc gia Ba Bể, Khu bảo tồn Tây Yên Tử,Vườn quốc gia Phong Nha - Kẻ Bàng, Vườn quốc gia Tam Đảo và phân bố ở cả khu vực Miền Trung (Quảng Trị), vào đến Tây Nguyên. Đây là loài rùa có phân bố rộng ở lưu vực suối trong các khu vực rừng núi đá vôi, tuy nhiên số lượng lại hạn chế do đặc tính sinh sản. Hiện nay số lượng loài này đang suy giảm nghiêm trọng do rừng nguyên sinh mất dần (ít gặp chúng trong các khu rừng thứ sinh) và đặc biệt là do tình trạng săn bắt quá mức để mua bán trao đổi với nước ngoài. Ngay cả nỗ lực bảo tồn và sinh sản loài này của Chương trình bảo tồn rùa ở Vườn quốc gia Cúc Phương cũng gặp khó khăn. Rùa đầu to có tên trong Sách đỏ động vật Việt Nam, với mức độ đe dọa hạng R.
Các phân loài:
- Platysternon megacephalum megacephalum: được tìm thấy ở Trung Quốc (Quảng Đông, Quảng Tây, Hải Nam, Hong Kong...)
- Platysternon megacephalum peguense: được tìm thấy ở Myanmar, Thái Lan, Việt Nam.
- Platysternon megacephalum shiui: được tìm thấy ở miền Bắc Việt Nam, Campuchia, Lào.
- Platysternon megacephalum tristernalis: được tìm thấy ở Vân Nam (Trung Quốc).
- Platysternon megacephalum vogeli: được tìm thấy ở vùng Tây Bắc Thái Lan (Chiang Mai).